# Хёрг
Хёрг (др.-сканд. ед.ч. hörgr, мн.ч. hörgar, др.-англ. hearg) — в северном язычестве тип религиозной постройки или алтаря, предположительного представлявшего собой груду камней. Хёрг может переводиться как храм, святилище, место для подношений, алтарь или место поклонения. Он использовался наряду с другими культовыми постройками.
Этот термин упоминается в Старшей Эдде, составленной в XIII веке на основе устной традиции; в Младшей Эдде, составленной так же в XIII веке Снорри Стурлусоном; в поэзии скальдов; в многочисленных сагах; в англосаксонской поэме Беовульф и в многочисленных топонимах, как правило, связанных со скандинавскими божествами.

## Этимология
Рудольф Зимек считает, что изначально скандинавское hörgr означало святое место, тогда как англосаксонское hearg могло означать священная могила и/или храм, идол. 

## Упоминания
Трижде упомянут hörgr в Старшей Эдде: 
- В стансах в поэме Прорицание вёльвы, вёльва повествует о том, что в стародавние времена асы сошлись на равнине Идаволл и воздвигли там hörgr и hof:

| Hittoz æsir á Iðavelli, þeir er hǫrg ok hof hátimbroðo. | Встретились Асы на равнине Иды, Там они храм и алтарь сколотили |

- В поэме Хиндлулёд, богиня Фрейя проявляет благосклонность к Оттару за его преданность и поклонение ей на хёрге. Фрейя уточнила, что хёрг был сложен из груды камней и Оттар часто окрашивал его кровью для жертвоприношений (здесь глоссу hörgr можно перевести и как место для подношений, и как алтарь, и как рака):

Воздвиг он мне алтарь высокий из груды камня;

Блестят все камни там от крови,

Краснея вновь и вновь от жертвенных быков;

И наш Оттар лишь только богиням верить он готов.
- В поэме Речи Вафтруднира Гагнрад (др.-сканд. Gagnráðr) (перевоплощение Одина) устроил игры разума с ётуном Вафтрудниром. Гагнрад спросил Вафтруднира откуда пришёл ван Ньёрд, и хотя он властвует над многими хофами и хёргами, Ньёрд рос среди Асов:

Скажи десятый, если знаешь происхождение богов:

Откуда Ньёрд родниться Асам,

Не счесть ему церквей и капищ,

Хотя богами не рожден?.